# Hiaspis
Hiaspis là một chi bướm đêm thuộc họ Erebidae.